# Jean-Philippe Morin
Jean-Philippe Morin (* 6. Februar 1980 in Gaspé) ist ein kanadischer Eishockeyspieler, der aktuell für die Cool FM 103,5 de Saint-Georges aus der LNAH spielt. In Deutschland war er für die Tölzer Löwen und die Straubing Tigers aktiv.

## Karriere
Morin begann seine Karriere in der LHJMQ bei den Victoriaville Tigres. Im NHL Entry Draft 1998 wurde der Verteidiger von den Philadelphia Flyers in der vierten Runde an insgesamt 109. Stelle gedraftet und kam über die Drummondville Voltigeurs im Jahre 2001 in die United Hockey League zu den Port Huron Border Cats. Nach dieser Spielzeit wurde er von den Louisiana IceGators verpflichtet, für die der Abwehrspieler alle Saisonspiele bestritt und dabei 20 Scorerpunkte sammelte. Im Jahr darauf wechselte der Linksschütze wieder in die UHL, wo er für die Flint Generals auflief und insgesamt drei Saisons absolvierte.
Seine nächste Station führte Morin in die nordirische Stadt Belfast, wo er für den damals amtierenden Meister Belfast Giants eine Saison in der Elite Ice Hockey League auflief. Im darauf folgenden Jahr wurden die Tölzer Löwen auf den Franko-Kanadier aufmerksam und verpflichteten ihn für die Spielzeit 2007/08. Mit den Oberbayern stieg Morin in die 2. Bundesliga auf und belegte bei der Wahl zum Spieler des Jahres ligaweit den vierten Platz unter den Verteidigern.
Nach dem finanziellen Konkurs der Löwen wechselte der Verteidiger zur Saison 2009/10 in die Deutsche Eishockey Liga zu den Straubing Tigers, wo er einen Einjahresvertrag erhielt. Nach einem Jahr in Straubing kehrte er 2010 in seine kanadische Heimat zurück, wo er für die COOL FM 103,5 de Saint-Georges aus der Ligue Nord-Américaine de Hockey spielt.